# TD Synnex
TD Synnex (NYSE: SNX) er en amerikansk IT-distributør. De har over 22.000 ansatte i over 100 lande. Virksomheden blev etableret i 2021 ved en fusion mellem Synnex og Tech Data.
TD Synnex har en årsomsætning på ca. 60 mia. $.